# Ruy de Freitas
Ruy de Freitas (ur. 24 sierpnia 1916 w Macaé, zm. 2 sierpnia 2012 w Rio de Janeiro) – brazylijski koszykarz. 
Uczestnik letnich igrzysk olimpijskich w latach 1948 i 1952. Brązowy medalista olimpijski z 1948 r. z Londynu. Mierzył 175 cm wzrostu. Zmarł w wieku 95 lat, przedostatni z medalistów Igrzysk Olimpijskich w 1948 roku.